# ویکلی (گروه موسیقی)
ویکلی (انگلیسی: Weeekly; کره‌ای: 위클리) گروه دخترانه اهل کره جنوبی تشکیل شده توسط آی‌اس‌تی انترتینمنت در سال ۲۰۲۰ است. این دومین گروه دخترانه آی‌اس‌تی انترتینمنت پس گروه ای‌پینک، پس از مدت ده سال است. گروه متشکل از شش عضو است: سوجیت، ماندی، سو اون، جه‌هی، جی‌هان و زوآ. این گروه در ۳۰ ژوئن ۲۰۲۰ با آلبوم چندآهنگه We Are فعالیتش را آغاز کرد. ویکلی در ابتدا هفت نفره بود و جی‌یون در ۱ ژوئن ۲۰۲۲ به دلیل مشکلات سلامتی گروه را ترک کرد.

## اعضا
- سوجین (수진) – لیدر[۶]
- ماندِی (먼데이)
- سو اون (소은)
- جه‌هی (재희)
- جی‌هان (지한)
- زوآ (조아)

### پیشین
- جی‌یون (지윤)